# Tourism Authority of Thailand

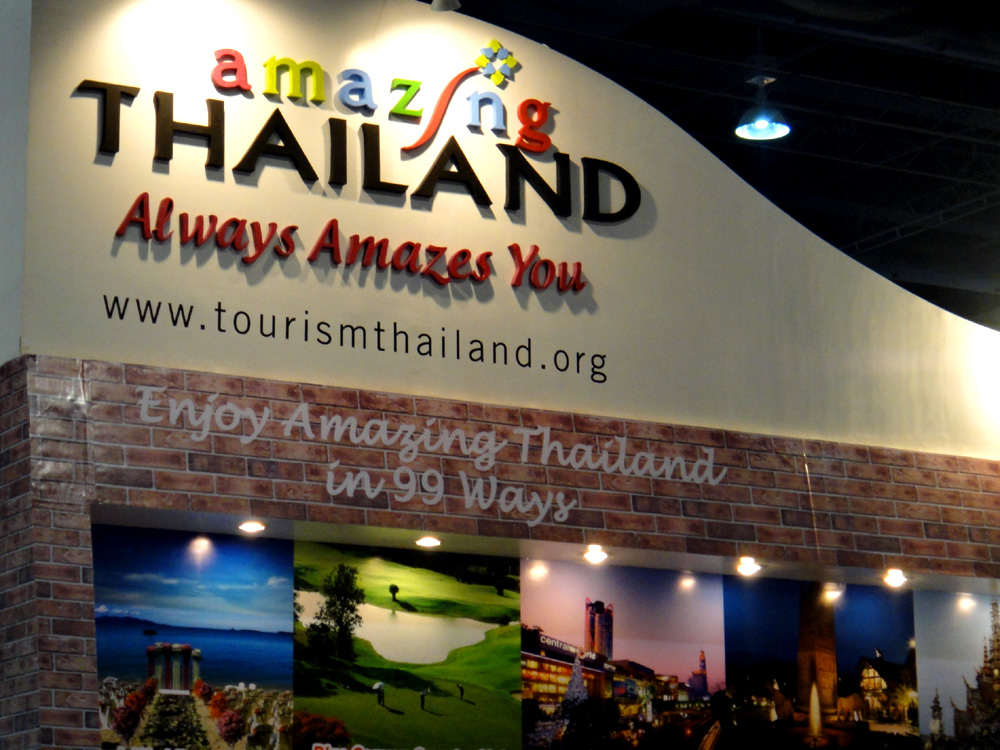
Messestand der TAT auf der Travel and Tour Expo mit ihrem bekanntesten Werbeslogan: „Amazing Thailand“

Die Tourism Authority of Thailand (TAT; thailändisch การท่องเที่ยวแห่งประเทศไทย, ททท.) ist zentrale Vermarktungsorganisation für den Tourismus in Thailand. Sie steht unter Aufsicht des Ministeriums für Tourismus und Sport (MOTS).

## Überblick
TAT wurde am 18. März 1960 gegründet und stellt seitdem Informationen und Dienstleistungen zu touristisch interessanten Orten in Thailand bereit. Die zahlreichen Publikationen dienen der Förderung des einheimischen und internationalen Tourismus im Lande. Daneben führt TAT auch touristische Marktstudien durch, um für eine verbesserte Planung vor Ort zu sorgen.
Die Hauptverwaltung befindet sich im Bezirk Ratchathewi, Bangkok. Heute gibt es daneben 35 regionale Büros in Thailand, deren erstes 1968 in Chiang Mai eröffnet worden ist. Weltweit sind mehr als 15 Büros tätig.

## Internationale Büros
1. Frankfurt am Main
2. London
3. Paris
4. Prag
5. Moskau
6. Rom
7. Stockholm
8. Wien
9. Kuala Lumpur
10. Singapur
11. Jakarta
12. Hongkong
13. Peking
14. Chengdu
15. Shanghai
16. Guangzhou
17. Kunming
18. Taipeh
19. Tokio
20. Osaka
21. Fukuoka
22. Seoul
23. Neu-Delhi
24. Mumbai
25. Ho-Chi-Minh-Stadt
26. Dubai
27. New York
28. Los Angeles
29. Sydney
30. Toronto